# 亞歷山大·薩爾
亞歷山大·達姆·薩爾（2005年4月26日—）為法國男子籃球運動員，身高7英尺1英寸（2.16 m），場上位置為中鋒。他在2024年NBA选秀中被华盛顿奇才以首轮第2顺位选中。

## 外部連結
- 亞歷山大·薩爾在fiba.basketball（英语）
- 亞歷山大·薩爾在NBA（英语）
- 亞歷山大·薩爾在Basketball-Reference.com（NBA）（英语）
- 亞歷山大·薩爾在Basketball-Reference.com（國際）（英语）
- 亞歷山大·薩爾在ESPN（NBA）（英语）
- 亞歷山大·薩爾在Eurobasket.com（球員）（英语）
- 亞歷山大·薩爾在RealGM（英语）
- 亞歷山大·薩爾在Proballers（英语）